# Willow (Taylor Swift)
Willow è un singolo della cantante statunitense Taylor Swift, pubblicato l'11 dicembre 2020 come primo estratto dal nono album in studio Evermore.

## Descrizione
Prima traccia dell'album, Willow è stata scritta da Taylor Swift e Aaron Dessner e prodotta da quest'ultimo. È composto in Sol maggiore ed ha un tempo di 81 battiti per minuto.

## Pubblicazione
Il brano è stato annunciato da Swift il 10 dicembre 2020, giorno antecedente alla pubblicazione, parallelamente a quello a sorpresa del suo nono album in studio.
Il 13 dicembre 2020 è stato pubblicato un remix del singolo realizzato dalla produttrice svedese Elvira. Nei giorni successivi sono state pubblicate altre due versioni, una acustica e una synth pop, rispettivamente il 15 e 16 dicembre 2020.

## Promozione
La cantante ha eseguito il brano accompagnata da Jack Antonoff e Aaron Dessner in un medley con Cardigan e August nell'ambito dei Grammy Award del 14 marzo 2021.

## Video musicale
Il video musicale, diretto da Swift, è stato reso disponibile in concomitanza con l'uscita del disco. Il video riprende la storia di Cardigan, iniziando da dove quest'ultimo era terminato.

## Tracce
Testi e musiche di Taylor Swift e Aaron Dessner, eccetto dove indicato.
Download digitale, streaming
1. Willow – 3:34

Download digitale, streaming – Dancing Witch Version
1. Willow (Dancing Witch Version) (Elvira Remix) – 3:04 (Taylor Swift, Aaron Dessner, Elvira Anderfjärd)

Download digitale, streaming – Lonely Witch Version
1. Willow (Lonely Witch Version) – 3:34

Download digitale, streaming – Moonlit Witch Version
1. Willow (Moonlit Witch Version) – 3:29

Streaming – Willow (The Witch Collection) – EP
1. Willow – 3:34
2. Willow (Dancing Witch Version) (Elvira Remix) – 3:04 (Taylor Swift, Aaron Dessner, Elvira Anderfjärd)
3. Willow (Lonely Witch Version) – 3:34
4. Willow (Moonlit Witch Version) – 3:29
5. Willow (Music Video) – 4:12
6. Willow (Lyric Video) – 3:40

## Formazione
Musicisti
- Taylor Swift – voce
- Bryce Dessner – orchestrazione
- Aaron Dessner – programmazione drum machine, percussioni, tastiera, sintetizzatore, pianoforte, chitarra elettrica, basso, chitarra acustica
- James McAlister – sintetizzatore, programmazione drum machine
- Bryan Devendorf – percussioni, programmazione drum machine
- Yuki Numata Resnick – violino
- Josh Kaufman – chitarra elettrica
- Clarice Jensen – violoncello
- Jason Treuting – glockenspiel
- Alex Sopp – flauto
- CJ Camerieri – corno francese
- Thomas Barlett – tastiera, sintetizzatore

Produzione
- Aaroon Dessner – produzione, registrazione
- Jonathan Low – registrazione, registrazione voce, missaggio
- James McAlister – registrazione sintetizzatore
- Kyle Resnick – registrazione violino
- Alex Sopp – registrazione flauto
- CJ Camerieri – registrazione corno francese
- Thomas Barlett – registrazione tastiera e sintetizzatore
- Greg Calbi – mastering
- Steve Fallone – mastering

## Successo commerciale
Willow ha esordito al vertice della Billboard Hot 100, segnando la settima numero uno della cantante che così facendo è diventata la prima artista in assoluto a debuttare simultaneamente al vertice della Hot 100 e della Billboard 200 per due volte consecutive. Ha segnato anche la ventinovesima top ten di Swift, divenendo la sesta artista con il maggior numero di singoli nelle prime dieci posizioni, dietro Drake, Madonna, i Beatles, Rihanna e Michael Jackson. Grazie a 59 000 copie vendute è diventata la ventunesima numero uno della cantante nella Digital Songs, estendendo il suo record di maggior prime posizioni, mentre nella Streaming Songs ha debuttato in 4ª posizione con 30 milioni di riproduzioni in streaming dei brani. Ha infine raggiunto 12,3 milioni di radioascoltatori. La settimana successiva è sceso al numero 38, segnando il record della caduta più grande dal vertice della Hot 100 precedentemente detenuto da Trollz di 6ix9ine e Nicki Minaj, a causa del periodo natalizio.
Nel Regno Unito il singolo è entrato nella classifica dei singoli alla 3ª posizione dopo aver venduto 35 183 copie, segnando la diciassettesima top ten dell'interprete. Medesima posizione raggiunta anche nella classifica irlandese, dove Willow è diventata la sedicesima top ten di Swift.
In Australia ha debuttato in vetta alla ARIA Singles Chart, divenendo la settima numero uno della cantante.

## Classifiche

### Classifiche settimanali
| Classifica (2020-22) | Posizione massima |
| -------------------- | ----------------- |
| Australia            | 1                 |
| Austria              | 30                |
| Belgio (Fiandre)     | 40                |
| Belgio (Vallonia)    | 51                |
| Canada               | 1                 |
| Croazia              | 9                 |
| Francia              | 111               |
| Germania             | 46                |
| Grecia               | 20                |
| Irlanda              | 3                 |
| Islanda              | 37                |
| Italia               | 70                |
| Libano               | 16                |
| Lituania             | 25                |
| Malaysia             | 2                 |
| Nuova Zelanda        | 3                 |
| Paesi Bassi          | 49                |
| Portogallo           | 20                |
| Regno Unito          | 3                 |
| Repubblica Ceca      | 54                |
| Singapore            | 1                 |
| Slovacchia           | 50                |
| Spagna               | 53                |
| Stati Uniti          | 1                 |
| Svezia               | 67                |
| Svizzera             | 21                |

### Classifiche di fine anno
| Classifica (2021) | Posizione |
| ----------------- | --------- |
| Australia         | 68        |
| Canada            | 47        |
| Stati Uniti       | 55        |

## Date di pubblicazione
| Paese       | Data di pubblicazione | Formato                      | Versione                     | Etichetta                | Note   |
| ----------- | --------------------- | ---------------------------- | ---------------------------- | ------------------------ | ------ |
| Mondo       | 11 dicembre 2020      | Download digitale, streaming | Originale                    | Taylor Swift Productions | [ 44 ] |
| Mondo       | 13 dicembre 2020      | Download digitale, streaming | Dancing Witch (Elvira Remix) | Taylor Swift Productions | [ 45 ] |
| Stati Uniti | 14 dicembre 2020      | Adult contemporary radio     | Originale                    | Republic                 | [ 46 ] |
| Stati Uniti | 15 dicembre 2020      | Contemporary hit radio       | Originale                    | Republic                 | [ 47 ] |
| Mondo       | 15 dicembre 2020      | Download digitale, streaming | Lonely Witch                 | Taylor Swift Productions | [ 48 ] |
| Mondo       | 16 dicembre 2020      | Download digitale, streaming | Moonlit Witch                | Taylor Swift Productions | [ 49 ] |
| Stati Uniti | 16 dicembre 2020      | Download digitale            | Versione strumentale         | Taylor Swift Productions | [ 50 ] |
| Stati Uniti | 16 dicembre 2020      | Download digitale            | Original Songwriting Demo    | Taylor Swift Productions | [ 50 ] |
| Mondo       | 16 dicembre 2020      | Download digitale, streaming | The Witch Collection (EP)    | Taylor Swift Productions | [ 51 ] |
| Italia      | 18 dicembre 2020      | Contemporary hit radio       | Originale                    | Universal Italia         | [ 52 ] |
| Regno Unito | 25 dicembre 2020      | Contemporary hit radio       | Originale                    | EMI                      | [ 53 ] |
| Regno Unito | 2 gennaio 2021        | Adult contemporary radio     | Originale                    | EMI                      | [ 54 ] |